# Еврейский исторический музей (Сент-Джон)
Еврейский исторический музей в Сент-Джоне (англ. Saint John Jewish Historical Museum) — исторический музей в городе Сент-Джон в провинции Нью-Брансуик (Канада), сохраняет и отображает историю еврейской общины в городе Сент-Джон. Основан Марсией Ковен в 1986 году. Ранее уже существовало Еврейское историческое общество.

## История
Музей основан и поддерживается за счёт пожертвований экспонатов и участия членов местной еврейской общины. Еврейская община в Сент-Джонсе уходит корнями в середину 1800-х годов. Соломон Харт, бизнесмен из Англии, стал основателем существующей еврейской общины в городе, когда он иммигрировал в Сент-Джон в 1858 году. Первая синагога в городе была основана Соломоном и Сарой Харт в 1889 году. Иммиграция из северной и восточной Европы увеличила общину примерно до 1400 человек в 1920-х годах. После этого иммиграция в Сент-Джон уменьшилась, а по мере увеличения эмиграции в более крупные города еврейское население города сократилось примерно до 300 человек в 1960-х годах. Сегодня в общине около двух десятков еврейских семей.
В музее есть несколько постоянных экспозиций, а также проводятся новые выставки каждый год, иногда проходят передвижные выставки. Информационно-просветительские программы включают организацию туров из местных школ, раздачу учебных комплектов и организацию туров с круизных лайнеров, посещающих город. В музее также есть библиотека и архив еврейской истории, посещение которых осуществляется по предварительной записи.

## Награды
За свою работу музей получил несколько наград. Следующие организации отметили деятельность музея:
- Американская ассоциация государственной и местной истории (1987).
- Библиотечная ассоциация церкви и синагоги (1996).
- Провинция Нью-Брансуик (2000).